# 요부코정
요부코정(呼子町)은 일본 사가현 최북부에 있던 정이다. 2005년 1월 1일 가라쓰시와 히가시마쓰우라군(CCC·나나야마촌 제외)의 8개 시정촌에서 합병(신설 합병)하여 '가라쓰시 요부코정'이 되었다.

## 지리
히가시마쓰우라반도의 북부에 위치하고 있으며 남쪽은 구 진제이정과 인접했다. 북쪽은 겐카이나다에 면하고,  라아스식 해안으로 되어 있다. 요시코항 바로 앞에 위치한 가베시마와는 요시코 대교(1989년(헤이세이 원년) 개통)에 의해 연결되어 있다.연안부는 CCC 국정공원으로 지정되어 있다.

## 역사
- 1928년 8월 1일 - 정으로 승격해 요부코정이 되었다.
- 2005년 1월 1일 - 가라쓰시와 히가시마쓰우라군(CCC·나나야마촌 제외)의 8개 시정촌에서 합병(신설 합병)하여 '가라쓰시 요부코정'이 되었다.

## 교통

### 도로
- 국도 204호선
- 국도 382호선